# Dongshan (köping i Kina, Sichuan, lat 30,20, long 105,11)
Dongshan (kinesiska: 东山镇, 东山) är en köping i Kina. Den ligger i provinsen Sichuan, i den sydvästra delen av landet, omkring 110 kilometer sydost om provinshuvudstaden Chengdu. Antalet invånare är 16 721. Befolkningen består av 8 096 kvinnor och 8 625 män. Barn under 15 år utgör 14,0 %, vuxna 15-64 år 67 %, och äldre över 65 år 17,0 %.
Genomsnittlig årsnederbörd är 1 384 millimeter. Den regnigaste månaden är juli, med i genomsnitt 305 mm nederbörd, och den torraste är december, med 9 mm nederbörd.